# Hollenbach (Ehekirchen)
Hollenbach ist ein Pfarrdorf und Ortsteil von Ehekirchen im Landkreis Neuburg-Schrobenhausen, der zum Regierungsbezirk Oberbayern in Bayern gehört.

## Geographie

### Lage
Hollenbach liegt nördlich von Ehekirchen am Ostrand der tertiären Höhen der Aindlinger Terrassentreppe. Naturräumlich gehört es also zur Donau-Iller-Lech-Platte, die wiederum Teil des Alpenvorlandes ist, eine der Naturräumlichen Haupteinheiten Deutschlands. Im Osten von Hollenbach beginnt das Donaumoos.

Verkehrstechnisch liegt Hollenbach direkt an der Kreuzung der nordöstlich-südwestlich verlaufenden Staatsstraße St 2035 von Neuburg an der Donau nach Augsburg und der nordwestlich-südöstlich verlaufenden Staatsstraße St 2050 von der B 16 beim Burgheimer Ortsteil Straß nach Schrobenhausen.

### Nachbarorte
Die Nachbarorte sind im Norden die Rohrenfelser Ortsteile Isenhofen und Baiern, im Osten und Süden Kehrhof, Dinkelshausen und Seiboldsdorf, im Südwesten der Anderhof, der Kagerhof und Ambach und im Westen Nähermittenhausen und Heilig Geistmühle.

## Geschichte
Der Name Hollenbach leitet sich von einem hohlen Bach (tief eingeschnittenen Bach) ab. Durch die Jahre hieß es Holanpach, Holanpahe, Holapach, Holnpach, Holenpach, Holenbach und schließlich ab 1700 Hollenbach. Im örtlichen westmittelbairischen Dialekt heißt der Ort Huinbooch.

Hollenbach wurde urkundlich bereits 864 erwähnt, als Bischof Anno von Freising vom Grafen Cotascalc (Gottschalk) den Maierhof eintauschte. Von diesem Hof ging die gesamte Besiedelung Hollenbachs aus. 890 tauschte Waldo von Freising die umfangreichen Hollenbacher Besitzungen mit dem Edelmann Erchanfried gegen Freisinger Besitztümer ein. Auch das Kloster Tegernsee hatte damals Verbindungen nach Hollenbach, wie man auch am Kirchenpatron Quirinus von Tegernsee ersehen kann. 920 beschlagnahmte Herzog Arnulf von Bayern die Tegernseer Besitztümer, um seine Reiterheere auszurüsten und gab sie nicht mehr zurück. Im 11. und 12. Jahrhundert gehörte Hollenbach den Grafen von Andechs-Dießen, 1300 gehörte das gesamte Dorf mit der neugegründeten Hofmark dann dem Benediktinerinnenkloster Neuburg, was bis zur Klosterauflösung 1552 durch Ottheinrich so blieb. Bis 1773 gehörte die Hofmark dem Jesuitenkolleg Neuburg und bis 1808 dann der Malteserballei Neuburg.

Die katholische Pfarrei Sankt Quirinus in Hollenbach gehört zur Pfarreiengemeinschaft Ehekirchen und umfasst noch die Filialkirchen Sankt Michael in Fernmittenhausen und Sankt Sebastian in Nähermittenhausen.

Bis zum 1. Juli 1972 gehörte die selbstständige Gemeinde Hollenbach zum Landkreis Neuburg an der Donau und fiel dann im Zuge der Gebietsreform in Bayern an den vergrößerten Landkreis Neuburg an der Donau, der am 1. Mai 1973 den neuen Namen Landkreis Neuburg-Schrobenhausen erhielt. Am 1. Mai 1978 wurde der Ort in die Gemeinde Ehekirchen eingegliedert. Kleine Gebietsteile wurden nach Königsmoos umgegliedert.

## Baudenkmäler
In die Denkmalliste sind drei Objekte in Hollenbach eingetragen:
- Kleinbauernhaus, eingeschossiger Satteldachbau, erste Hälfte 19. Jahrhundert, Kirchstraße 6
- Katholische Pfarrkirche St. Quirinus, Saalkirche, Chor und Turm 15. Jahrhundert, Langhaus von 1922; mit Leichenhaus, ehemalige Seelenkapelle, um 1740
- Pfarrhaus, zweigeschossiger Satteldachbau, im Ostgiebel Figurengruppe, um 1725, sowie Nebengebäude (kleiner Satteldachbau), 18./19. Jahrhundert

Siehe auch: Baudenkmäler in Hollenbach.